# Vibrationsmikroskop

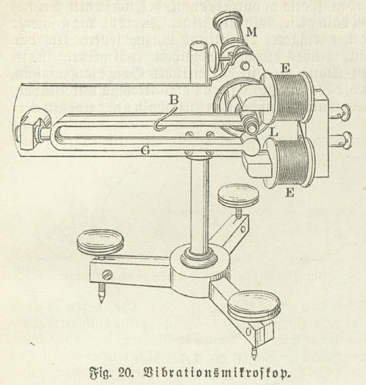
Skizze des Vibrationsmikroskops

Als Vibrationsmikroskop bezeichnet man ein von Hermann von Helmholtz im Jahre 1860 in Heidelberg erfundenes Messgerät, mit dem man die Schwingungen von Saiteninstrumenten untersuchen kann. 
Das Mikroskop besteht aus einer Stimmgabel, die mit einem Elektromagneten in Schwingung versetzt wird, sowie einer Vergrößerungseinheit. Auf der zu untersuchenden Saite wird eine farbliche Markierung angebracht. Schwingt nun die Saite senkrecht zur Stimmgabel, so bewegt sich aufgrund der Überlagerung von Saitenschwingung und Stimmgabelschwingung der Farbpunkt auf einer Lissajous-Figur. Da die Schwingung der Stimmgabel bekannt ist, kann aus der Lissajous-Figur die Schwingung der zu untersuchenden Saite bestimmt werden.